# Золотий прямокутник
Золоти́й прямоку́тник — прямокутник, сторони якого утворюють золотий перетин, 1: {\displaystyle \varphi \,} (один до фі), що становить {\displaystyle 1:{\tfrac {1+{\sqrt {5}}}{2}}} або приблизно 1:1,618.
Характерною рисою цієї фігури є те, що при відтинанні квадратної частки, в залишку утворюється новий золотий прямокутник. Відтинання квадратів може повторюватися безкінечно, в цьому разі відповідні кути квадрата утворюють безкінечну послідовність точок на золотій спіралі, особливому випадку логарифмічної спіралі.

## Побудова

Спосіб побудови золотого прямокутника

Золотий прямокутник можна побудувати за допомогою циркуля та лінійки:
1. Малюємо квадрат
2. Проводимо лінію через центр одної сторони квадрата і протилежну вершину
3. Використовуємо цю лінію для накреслення дуги, що визначає висоту прямокутника
4. Завершуємо золотий прямокутник

## Історія
Пропорції золотого прямокутника спостерігалися ще на Вавилонській табличці Шамаша (бл. 888–855 рр. до н. е.), хоча Маріо Лівіо називає будь-які знання про золотий перетин до стародавніх греків «сумнівними».
За словами Лівіо, після публікації «Божественної пропорції» Луки Пачолі в 1509 році «золотий перетин став доступним для митців у теоретичних трактатах, які не були надто математичними, що сприяло фактичному використовуванню».
Вілла Штайн 1927 року, спроєктована Ле Корбюзьє, в архітектурі якої використовується золотий перетин, має розміри, які дуже близькі до золотих прямокутників.

## Застосування
- Пропорції золотого прямокутника зустрічаються у віллі Стейн побудованій 1927 в комуні Гарш архітектором Ле Корбюзьє[6]
- Ян Чихольд описує використання золотого прямокутника в середньовічному дизайні книжок